# Limnodriloides atriotumidus
Limnodriloides atriotumidus är en ringmaskart som beskrevs av Erséus 1982. Limnodriloides atriotumidus ingår i släktet Limnodriloides och familjen glattmaskar. Inga underarter finns listade i Catalogue of Life.